# Temporada 1938 de la NFL
La Temporada 1938 de la NFL fue la 19.ª en la historia de la NFL. A sugerencia de George Halas,
Hugh (Shorty) Ray se convirtió en asesor técnico de normas y arbitraje de la NFL. Se aplicó una nueva regla para un castigo de 15 yardas por rudeza al pasador. El novato Whizzer White de los Pittsburgh Pirates lideró la NFL en yardas por tierra.
La temporada finalizó el 11 de diciembre cuando los New York Giants vencieron a Green Bay Packers 27-17 por el juego de campeonato de la NFL.

## Principales cambios en las reglas
- Se aplica un castigo de 15 yardas por rudeza al pasador.
- Si una patada de salida sale del campo, el equipo receptor puede optar por tomar la posesión del balón en su propio campo en la yarda 45.
- La pena para un segundo pase durante una jugada se cambia de 5 yardas y la pérdida de un down hasta sólo 5 yardas[1]

## Temporada regular
V = Victorias, D = Derrotas, E = Empates, CTE = Cociente de victorias, PF= Puntos a favor, PC = Puntos en contra
Nota: Los juegos empatados no fueron contabilizados de manera oficial en las posiciones hasta 1972
| New York Giants     | 8 | 2 | 1 | .800 | 194 | 79  |
| Washington Redskins | 6 | 3 | 2 | .667 | 148 | 154 |
| Brooklyn Dodgers    | 4 | 4 | 3 | .500 | 131 | 161 |
| Philadelphia Eagles | 5 | 6 | 0 | .455 | 154 | 164 |
| Pittsburgh Pirates  | 2 | 9 | 0 | .182 | 79  | 169 |

| Green Bay Packers | 8 | 3 | 0 | .727 | 223 | 118 |
| Detroit Lions     | 7 | 4 | 0 | .636 | 119 | 108 |
| Chicago Bears     | 6 | 5 | 0 | .545 | 194 | 148 |
| Cleveland Rams    | 4 | 7 | 0 | .364 | 131 | 215 |
| Chicago Cardinals | 2 | 9 | 0 | .182 | 111 | 168 |

## Juego de Campeonato
- New York Giants 23, Green Bay Packers 17, 11 de diciembre de 1938, Polo Grounds, New York, New York

## Líderes de la liga
| Estadísticas | Nombre        | Equipo     | Yardas |
| ------------ | ------------- | ---------- | ------ |
| Pasando      | Ace Parker    | Brooklyn   | 865    |
| Corriendo    | Whizzer White | Pittsburgh | 567    |
| Recibiendo   | Don Hutson    | Green Bay  | 548    |